# 德貝利亞諾夫角

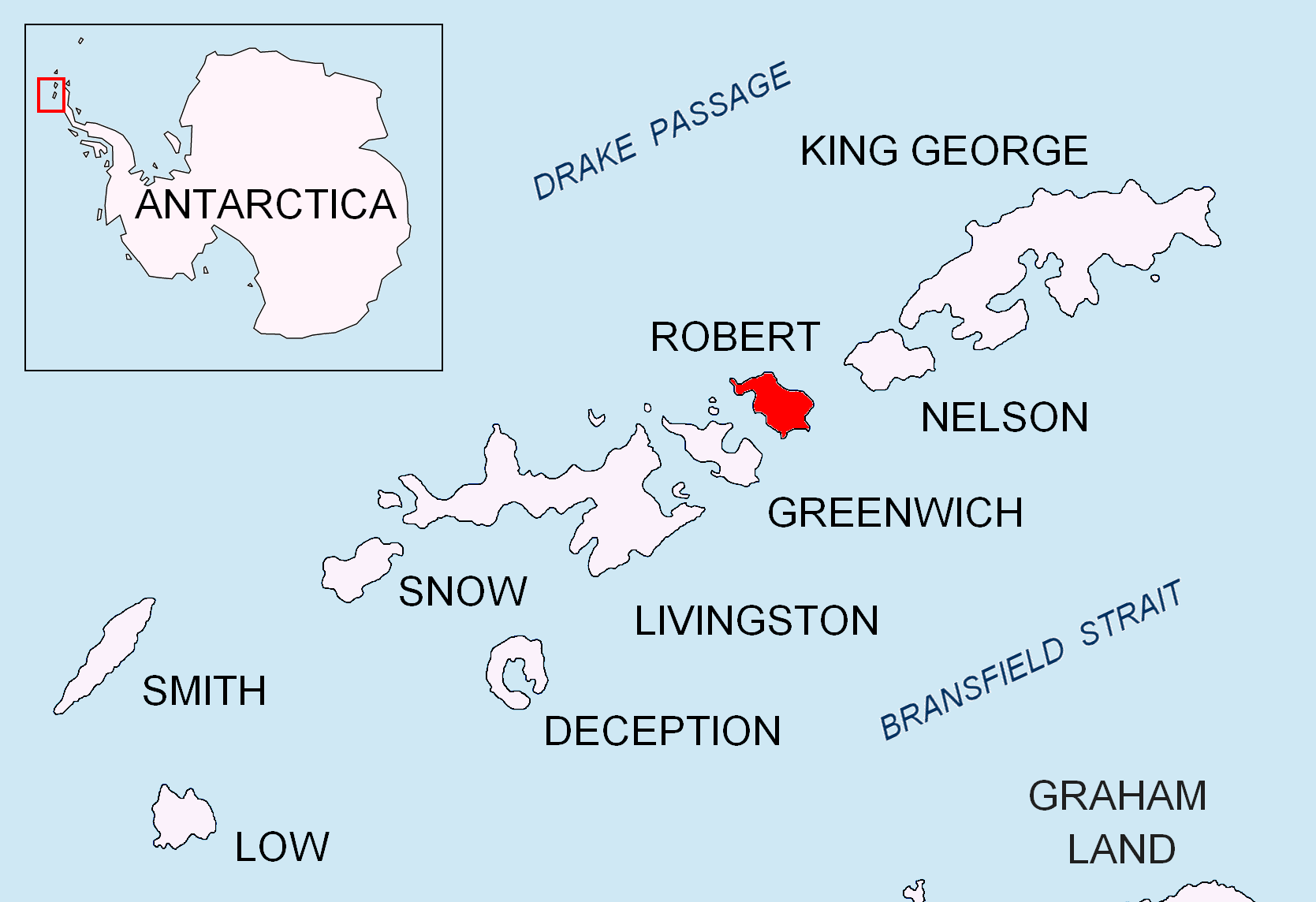

德貝利亞諾夫角（英語：Debelyanov Point）是南極洲的海岬，位於南設得蘭群島中羅伯特島西南岸，處於內格拉角西北面2.8公里和威廉堡角東南面3.81公里，以保加利亞的詩人命名。

## 外部連結
- SCAR Composite Antarctic Gazetteer

62°23′36.3″S 59°40′08″W / 62.393417°S 59.66889°W